# L'uomo e l'automobile
L'uomo e l'automobile (There Auto Be a Law) è un film del 1953 diretto da Robert McKimson. È un cortometraggio animato della serie Looney Tunes, prodotto dalla Warner Bros. e uscito negli Stati Uniti il 6 giugno 1953.